# Mi vida en rosa
Mi vida en rosa (en francés: Ma vie en rose) es una película franco-belga-británica dirigida por Alain Berliner. La cinta fue seleccionada para representar a Bélgica en la 70 edición de los Premios Óscar, pero no fue nominada.

## Argumento
La película cuenta la  historia de Ludovic, un niño que desde pequeño se considera una niña. Para él, nada es más natural que cambiar su género. Sin esperanza y sensible, espera que un milagro suceda mientras vive su vida. Se enamora de Jerôme, su compañero de la escuela e hijo del jefe de su padre. Un escándalo comienza en su suburbio cuando los dos muchachos son descubiertos fingiendo estar casados. La familia de Ludovic piensa que solo es una fase y que pronto dejará atrás ese comportamiento. En una de las ocasiones que Ludovic visita a Jerome, el niño encuentra un vestido y lo usa, causando que la madre de Jerome lo vea extraño. Esto causa que todo el vecindario se vuelva en contra de Jerome y su familia, por lo que los padres con esta presión, intentan «curarlo» y es enviado con un psiquiatra. En la escuela Ludovic interpreta un personaje femenino en una obra de teatro y pronto se da a conocer que quieren expulsarlo del colegio. La situación con la familia es cada vez más tensa, el padre del niño tiene problemas en su trabajo y tras una discusión, Ludovic intenta suicidarse. Tras ser descubierto antes de morir congelado, se le permite usar una falda durante una fiesta con sus vecinos, lo que causa que su padre sea despedido y su casa vandalizada. Hannah, la madre, también empieza a perder la paciencia y Ludovic decide irse a vivir con su abuela.
Ludovic visita a su abuela y conoce a Chris, una chica que viste ropa holgada y cabello corto, que se comporta como un chico. La madre de Cris invita a Ludovic a la fiesta de su hija. Al principio el muchacho llega vestido de vaquero y Cris como princesa, pero ambos deciden intercambiar de atuendos, lo que revive los temores de la madre de Ludovic a ser juzgados de nuevo de forma negativa, pero al parecer la aceptación en la fiesta domina y el joven se libra del estrés de no ser aceptado.

## Personajes
- Hanna: Michèle Laroque

## Premios
La película ganó el Globo de Oro a la mejor película en lengua no inglesa. También ganó el premio Crystal Globe del Festival Internacional de Cine de Karlovy Vary.

## Recepción
La revista Time Out en su edición londinense describe a la cinta como «una comedia con una excelente muestra de confusión emocional por parte de los actores que interpretan a los padres; la combinación de compasión y encanto la hacen una película encantadora». La revista Empire describe la película como un intento de sátira y crítica social, además remarca que «la comedia no es divertida en momentos y el drama es flojo», destaca solamente que «es una idea provocativa donde lo único notable es la actuación del protagonista». El diario The New York Times califica a la película con «un irresistible buen humor» y contiene «momentos encantadores como la explicación sobre los cromosomas y como Ludovic aprende sobre la menstruación». El sitio de reseñas de cine Rogerebert.com describe la película como «una forma de ver un tema desde la perspectiva adulta y de la niñez», además agrega que «si una chica viste como chico nadie se sorprende, pero en la cinta el jefe del padre de Ludovic saca a la luz todas las fobias y prejuicios de los adultos».